# Gieckau
Gieckau este o comună din landul Saxonia-Anhalt, Germania.